# Vladimir Uchov
Vladimir Vasiljevič Uchov (rusky Владимир Васильевич Ухов), (21. února 1924 Leningrad – 25. května 1996) byl sovětský atlet, chodec, mistr Evropy v chůzi na 50 km z roku 1954.

## Sportovní kariéra
Specializoval se na trať 50 kilometrů chůze. Na olympiádě v Helsinkách v roce 1952 obsadil v této disciplíně šesté místo. O měsíc později, 29. srpna 1952 vytvořil nejlepší světový výkon časem 4:20:30, který vydržel další dva roky. Stal se mistrem Evropy na 50 kilometrů chůze na šampionátu v Bernu v roce 1954. V roce 1956 vytvořil svůj nejlepší výkon 4:11:23, nestačilo to však na start na olympiádě v Melbourne.